# Kanton Saint-Cyr-l'École
Kanton Saint-Cyr-l'École (fr. Canton de Saint-Cyr-l'École) je francouzský kanton v departementu Yvelines v regionu Île-de-France. Skládá se ze tří obcí.

## Obce kantonu
- Bois-d'Arcy
- Fontenay-le-Fleury
- Saint-Cyr-l'École